# Time Inc.
Time Inc. is een Amerikaanse uitgeverij van tijdschriften. De oorsprong van het uitgeversconcern gaat terug tot 1923 bij de oprichting van TIME Magazine, een tijdschrift dat bekendstaat en wereldberoemd is door de professionele kijk op wereldwijde onderwerpen.

## Activiteiten
Time Inc is een uitgever van tijdschriften. Het heeft een breed aanbod van publicaties waarvan People, TIME Magazine en Sports Illustrated de meest bekende zijn. Bij het bedrijf werken zo'n 7000 mensen waarvan de meeste in de Verenigde Staten. Door de mondiale teruglopende verkopen van gedrukte tijdschriften, staat de omzet onder neerwaartse druk. Nieuwe digitale producten kunnen deze daling niet volledig compenseren. Advertentie-inkomsten maken de helft van de totale omzet uit en de inkomsten uit de losse verkoop en abonnementen ongeveer een derde.

## Geschiedenis
In 1922 staken Henry Luce en Briton Hadden de hoofden bij elkaar voor de creatie van een nieuwe publicatie. Met een startkapitaal van US$ 86.000 richtte zij Time Inc. op. Op 3 maart 1923 werd de eerste editie van Time uitgegeven. Hadden overleed in 1929, waarmee Luce als enige de topman werd van het bedrijf. Nieuwe bladen werden toegevoegd zoals Fortune in 1930, Life Magazine in 1934, House & Home in 1954 en Sports Illustrated in 1954. Medio jaren zestig was het bedrijf uitgegroeid tot de grootste uitgever ter wereld. Henry Luce was tot 1964 hoofdredacteur en hij overleed in 1967.

### Fusie met Warner Communications
Op 4 maart 1989 werd de fusie met Warner Communications aangekondigd. Paramount Communications deed nog een vijandelijk bod op Time Inc., maar dit mislukte. Wel verhoogde Time Inc. het bod naar US$ 14,9 miljard in geld en aandelen. Op 10 januari 1990 was de fusie een feit en werd Time Warner de nieuwe naam. De combinatie werd groter dan het Duitse Bertelsmann dat voor die tijd de grootste uitgever ter wereld was. Time Warner kreeg een jaaromzet van US$ 10 miljard waar Bertelsmann bleef steken op US$ 6 miljard.

### Los van Time Warner
Op 6 april 2013 maakte Time Warner plannen bekend om Time Inc., verantwoordelijk voor de gedrukte bladen, af te stoten. Ruim een jaar later werd dit een feit. Op 6 juni 2014 kregen de aandeelhouders van Time Warner een aandeel Time Inc. voor elke acht aandelen Time Warner. Met deze actie gingen zo’n 7000 medewerkers over naar de nieuwe beursgenoteerde onderneming met een jaaromzet van ruim US$ 3 miljard.

### Overnamebod Meredith
In november 2017 deed Meredith Corporation, de uitgever van bladen als Family Circle, Better Homes, Gardens en AllRecipes, een bod om Time Inc. helemaal over te nemen. Meredith is bereid US$ 3 miljard te betalen. Meredith werd in 1903 opgericht en krijgt bij zijn bod financiële steun van de private equity investeringsmaatschappij van Charles en David Koch. De conservatieve Koch broers zijn bereid US$ 650 miljoen ter beschikking te stellen en zeggen geen invloed uit te willen oefenen op de redacties van de bladen. Dit is de derde poging van Meredith om Time Inc. te kopen. De eerste keer wilde Meredith niet alles overnemen en de tweede keer kreeg het de financiering niet rond.